# Bahram Čobin
Bahram (ili Vahram) Čobin (perzijski: بهرام چوبین Bahrām-e Tschūbīn) je bio perzijski general i uzurpator na prijestolju sasanidske Perzije (590. – 591.).
Bahram je potjecao iz plemićke obitelji Mihran, jedne od najutjecajnijih obitelji sasanidske Perzije. Nepoznato je kad je rođen. Njegova obitelj vuče porijeklo od dinastije koje je područjem Perzije vladala prije Sasanida, od partskih Arsakida te je tradicionalno davala vojskovođe za vojsku sasanidskih velikih kraljeva zbog čega su mnogi kasnoantički zapadni autori (kao Prokopije iz Cezareje) pogrešno mislili da Mihran nije ime, nego položaj (rang) u vojsci. 
Bahram, koji je u doba Hozroja I. najvjerojatnije služio u kraljevoj gardi, se kao general veoma uspješno borio protiv Armenaca i Turaka. Ali, kada je godine 589. na Kavkazu pretrpio manji poraz od Bizantinaca, Hormizd IV., koji je i inače s nepovjerenjem gledao uspjehe svoga vojskovođe, to je uzeo za povod da ga ponizi (poslao mu je žensku odjeću). Bahram se je zbog toga skupa sa svojom vojskom pobunio protiv kralja i pritom također mogao računati na nezadovoljstvo plemstva i zoroastrijanskog svećenstva Hormizdovom vladavinom. Hormizd IV. je tako 6. veljače 590. svrgnut, još prije negoli je Bahram s vojskom stigao do glavnoga grada sasanidske Perzije Ktezifonta, a urotnici su na njegovo mjesto postavili njegova sina Hozroja II. koji je devet dana poslije okrunjen i uzalud pokušavao pregovarati s Bahramom. Bahram je naime dotada govorio da se bori za Hozroja II., koji je već dulje vrijeme bio u svađi s ocem, ali sada je postalo očito da zapravo želi sam zavladati. 
Pristaše Hozroja II. su nakon što je ovaj izgubio prvu bitku protiv Bahrama prešli k njemu tako da je Hozroje II. pobjegao u Bizant koji se već godinama nalazio u ratu s Perzijom. Bahram je zauzeo glavni grad Ktesifon, te se 9. ožujka 590. okrunio za kralja kao Bahram VI. Budući da su Perzijom dotada već više od 360 godina vladali Sasanidi, i uzurpatori su čak bili članovi te dinastije, bila je to senzacionalna akcija. U orijentalnoj predaji postoje naznake da je Bahram Čobin time izgubio potporu te da je ubrzo nakon krunidbe morao izraziti spremnost da se odreče prijestolja u korist mlađega brata Hozroja II. čim ovaj bude punoljetan. Toliko je očito bila jaka predodžba u Perziji da samo pripadnici dinastije Sasanida imaju pravo na krunu. 
Bahram nije uspio u pokušaju da mu bizantski car Mauricije izruči njegova rivala Hozroja II. Štoviše, bizantske su trupe zajedno s Hozrojem, pridružili su im se i pristaše Hozroja II. u Perziji, provalile u Perziju te zauzele Ktesifon tako da je Hozroje II. konačno sjeo na prijestolje. Što se dalje dogodilo s Bahramom Čobinom nije poznato, vjerojatno je pobjegao u istočnu Perziju ili k Turcima gdje je pod Hozrojevim pritiskom pogubljen nakon godinu dana.  
Glavni izvori za Bahramovu pobunu su Teofilakt Simokata, Evagrije Skolastik i Tabari.
Samanidi, prvi lokalni vladari Perzije nakon arapskoga zauzeća i islamizacije, tvrdili su da su potomci Bahrama Čobina kako bi stekli legitmnost.